# Buszowiec Ansorga
Buszowiec Ansorga (Microctenopoma ansorgii) – endemiczny gatunek słodkowodnej ryby z rodzaju Microctenopoma należącej do rodziny błędnikowatych.

## Występowanie
Pochodzi z tropikalnych obszarów Afryki Zachodniej i Centralnej, gdzie zasiedla wolno płynące strumienie leśne dorzecza rzeki Chilango na granicy Angoli i Konga oraz w Kamerunie i w Demokratycznej Republice Konga w dorzeczu rzeki Kongo. Introdukowany na Madagaskarze.

## Charakterystyka
Ciało bocznie spłaszczone,barwy brązowej z odcieniem żółtobrązowym i niebiesko, niebiesko-fioletowym połyskiem. Na tułowiu  6-7 pionowych pasów w zielonkawym kolorze. Płetwy długie, na grzbietowej, odbytowa oraz płetwach brzusznych widoczne są barwy żółtopomarańczowe z ciemnymi pasami i biało zakończonym brzegiem. Brzuch w kolorze żółtawym.
Samiec różni się od samicy bardziej masywną budową ciała i jest bardziej ubarwiony. W okresie tarła przybiera barwy pomarańczowe.
Dorasta do 7–8 cm długości.
Narząd oddechowy służący do oddychania w postaci labiryntu jest słabiej rozwinięty niż u innych gatyunków z tej rodziny.

## Warunki w akwarium
| Zalecane warunki w akwarium | Zalecane warunki w akwarium                             |
| --------------------------- | ------------------------------------------------------- |
| Zbiornik                    | mały lub średni z niskim poziomem wody                  |
| Temperatura wody            | 24-28°C                                                 |
| Twardość wody               |                                                         |
| Skala pH                    | 6-8                                                     |
| pokarm                      | wszystkożerny (robaki, larwy owadów, bezkręgowce wodne) |
| Uwagi                       | temperatura nie może być niższa niż 20 °C               |

## Wymagania hodowlane
Wymaga obssady roślinnej zawierającej rośliny pływające.

## Rozmnażanie
W temperaturze ok. 28 °C pod powierzchnią wody, wśród roślin samiec buduje gniazdo z piany. Opiekę nad gniazdem i złożoną ikrą przejmuje samiec.
Narybekwylęga się po jednej dobie, początkowo karmiony jest drobnym "pyłem". Po kilku dniach samiec zaprzestaje opieki nar młodymi.